# Nieuwe Haarlem
Nieuwe Haarlem var et hollandsk sejlskib ejet af hollandske Ostindiske kompagni (VOC) som gik på grund på stranden Milnerton i Cape Town 25. marts 1647. Skibet var på vej fra Jakarta til Holland med 500 ton krydderi, indigo, tekstiler, sukker og porcelæn. Skibet havde 120 mænd om bord da det blev drevet på land af en storm.
De 62 skibbrudne sømænd byggede et fort som de kaldte Sand fort af Kap det Gode Håb. Det tog et år før de blev reddet af en flåde på 12 skibe fra VOC under ledelsen til W.G. de Jong. På et av disse skibe var Jan van Riebeeck. Sømændene overtalte VOC til at oprette en base på stedet, og van Riebeeck etablerede i 1652 Kapkolonien på vegne af VOC. 

## Eksternt link
- Data om rejsen Arkiveret 24. september 2006 hos  Wayback Machine